# 도니아 사미르 가넴
도니아 사미르 가넴(아랍어: دنيا سمير غانم, 영어: Donia Samir Ghanem, 1985년 1월 1일 ~ )은 이집트의 배우, 가수이다. 배우 사미르 가넴의 딸이다.